# Die Historien von Jean-Marie Cabidoulin

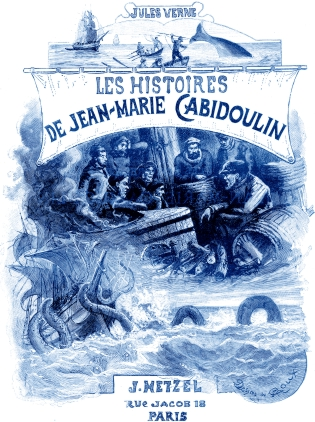
Titelseite des Romans mit einer Illustration des Zeichners George Roux

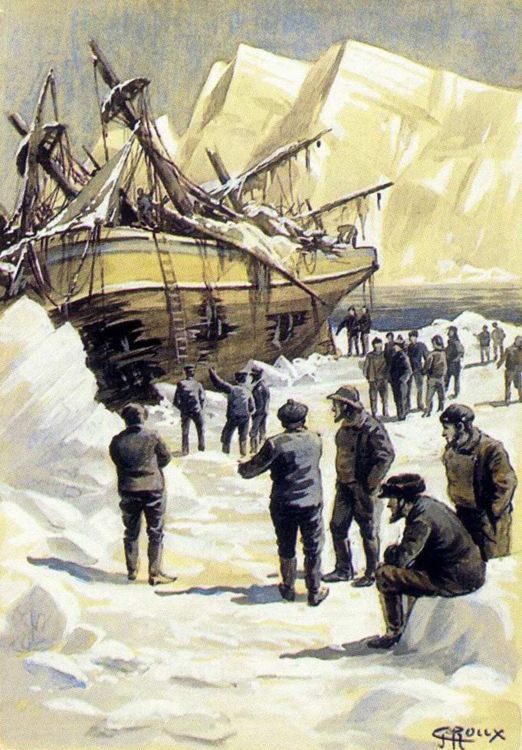
Illustration aus dem Roman, gezeichnet von George Roux

Die Historien von Jean-Marie Cabidoulin (auch Monsieur Cabidoulin und die Große Seeschlange, Aus den Erzählungen des Faßbinders Jean-Marie Cabidoulin oder Die Seeschlange) ist ein Roman des französischen Autors Jules Verne. Der Roman wurde erstmals 1901 von dem Verlag Pierre-Jules Hetzel unter dem französischen Titel Les Histoires de Jean-Marie Cabidoulin veröffentlicht. Die erste deutschsprachige Ausgabe erschien 1901 unter dem Titel Die Historien von Jean-Marie Cabidoulin. Der englische Titel des Romans lautet The Sea Serpent: The Yarns of Jean Marie Cabidoulin, The Sea Serpent oder The Stories of Jean-Marie Cabidoulin.

## Handlung
Der Walfänger Saint Enoch soll zu seiner nächsten Walfangreise auslaufen. Es gibt zwei Gründe warum das Schiff seine Reise nicht beginnen kann. Zwei wichtige Posten bei der Besatzung sind noch nicht besetzt. Es fehlt der wichtige Schiffsarzt und der bordeigene Böttcher. Der Böttcher wird zur Konservierung des Fanges auf dem Walfänger benötigt, da er die Aufgabe hat, defekte Fässer zu reparieren und nach der Gewinnung des Trans die Fässer zu verschließen. Kapitän Bourcart ist mit der Situation unzufrieden, da die Saison in den Südmeeren kurz bevorsteht. Der junge Dr. Filhiol bewirbt sich als Schiffsarzt. Kapitän Bourcart ist sofort von ihm begeistert. Dr. Filhiol hat noch einen zusätzlichen Tipp. Er schlägt den zweiundfünfzigjährigen Jean-Marie Cabidoulin als Teilnehmer der Expedition vor. Cabidoulin ist ein alter Seebär und ist schon seit seiner Jugend auf den Weltmeeren unterwegs. Er ist voller Aberglauben und macht düstere Prophezeiungen, was ihn bei den anderen Seeleuten unbeliebt macht. Kapitän Bourcart hat jedoch keine Alternative und stimmt zu, Cabidoulin anzuheuern.
Die Saint Enoch kann jetzt zu ihrer Reise auslaufen. An Bord beginnt der Alltag einer Seefahrt. Der Walfang wird mit kleinen ausgesetzten Booten durchgeführt. Der Walfang ist erfolgreich. Cabidoulin spinnt jedoch immer wieder sein Seemannsgarn. Er erzählt immer wieder von der Großen Seeschlange. Ihm selbst ist sie nie begegnet, er ist jedoch voller Vorahnungen darüber. Er überzeugt die Mannschaft, dass ein Unglück bevorsteht. Die Walfangexpedition ist jedoch weiterhin erfolgreich. Nach einer erfolgreich verlaufenen Jagdsaison in der Südsee ist der Laderaum des Schiffes mit Tranfässern gefüllt. Einem amerikanischen Kapitän gibt Bourcart den Tipp, dass dieser die Ladung gut in Vancouver verkaufen kann. Eine weitere Saison in den Nordmeeren folgt. Nach anderthalb Jahren verlässt Kapitän Bourcart das Fangglück. Eine Fangperiode kann bis zu drei Jahre dauern. Doch jetzt sichtet die Besatzung keine Wale mehr. Die Rivalität mit dem britischen Walfänger Repton verbessert die Situation ebenfalls nicht.
Nach einer Weile häufen sich seltsame Ereignisse. Entsetzte Fischer sind auf der Flucht vor einem riesigen Etwas, das nicht identifiziert werden kann. Die Besatzung sieht mehrere verletzte oder tote Wale, die aufgeschlitzt sind, findet aber keine Ursache dafür. Da die Besatzung weiterhin keinen erfolgreichen Fang hat, entscheidet der Kapitän von den Nordmeeren wieder nach Süden zu fahren. Die Repton wählt den gleichen Weg. Mitten im tiefen Meer fährt die Saint Enoch auf ein Riff. Während die Mannschaft dieses ungewöhnliche Objekt untersucht, geht die Repton vor den Augen der Franzosen in einer kochenden See unter. Trotz der bisherigen Rivalität bemühen sich die Leute der Saint Enoch die britische Besatzung zu retten. Die Saint Enoch setzt sich völlig überraschend ohne Segel mit der Klippe in Bewegung. Die Besatzung vermutet eine Flutwelle als Ursache. Der tatsächliche Grund bleibt ihnen jedoch verborgen. Cabidoulin ist natürlich davon überzeugt, dass es sich um die Große Seeschlange handelt. Die Saint Enoch wird plötzlich auf eine Formation des Packeises geschleudert und dabei zerstört. Die Mitglieder der beiden Schiffsbesatzungen an Bord können sich wie durch ein Wunder retten. Kapitän Bourcart beschließt das Wrack aufzugeben und einen Marsch in Richtung bewohnter Gegenden zu beginnen. Die Seeleute werden schließlich von einem anderen Schiff gerettet und kommen nach einigen Umwegen zurück nach Europa. Cabidoulin ist fest davon überzeugt, dass er nie wieder an Bord eines Schiffes gehen wird. Die Ursache für die seltsamen Ereignisse bleibt jedoch für immer ein Rätsel.